# Piłsudski-plein

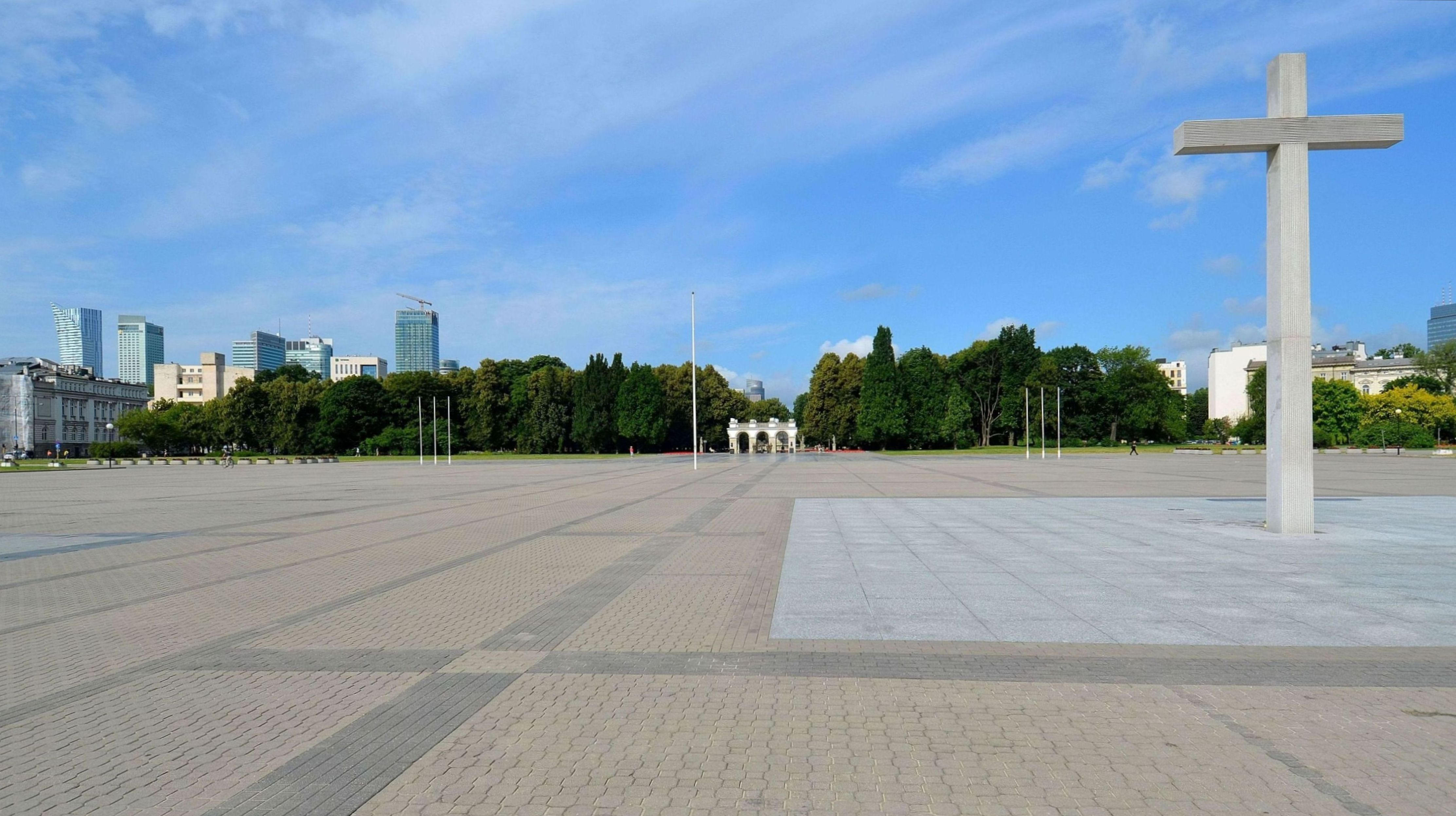
Het plein met het Graf van de onbekende soldaat.

Het Piłsudski-plein (Pools: Plac marsz. Józefa Piłsudskiego) is een plein in het centrum van de Poolse hoofdstad Warschau. Het plein is vernoemd naar Józef Piłsudski, een militair en staatsman in de 20e eeuw.

## Naamgeving
Het plein heeft in de historie diverse namen gekend. Eeuwenlang heeft het plein het Saksenplein (Plac Saski) geheten, naar de Saksische koningen en het Saksisch Paleis dat aan het plein gelegen was. Tijdens de Tweede Poolse Republiek werd het plein reeds vernoemd naar Józef Piłsudski. Na de inname van Polen door Duitse troepen, werd het plein de Adolf Hitler Platz genoemd, hetgeen in 1946 weer werd veranderd naar Overwinningsplein (Plac Zwycięstwa), ter ere van de overwinning van de geallieerden. Vanaf 1990 is het plein weer vernoemd naar Józef Piłsudski.

## Inrichting
Op het plein staat het Graf van de onbekende soldaat, hetgeen gebouwd is op de funderingen van het Saksisch Paleis dat in de Tweede Wereldoorlog werd vernietigd. Bij het plein zijn nog wel de Saksische tuinen aanwezig. Aan het plein liggen ook het Presidentieel paleis en de Evangelische kerk.